# Neuenwege

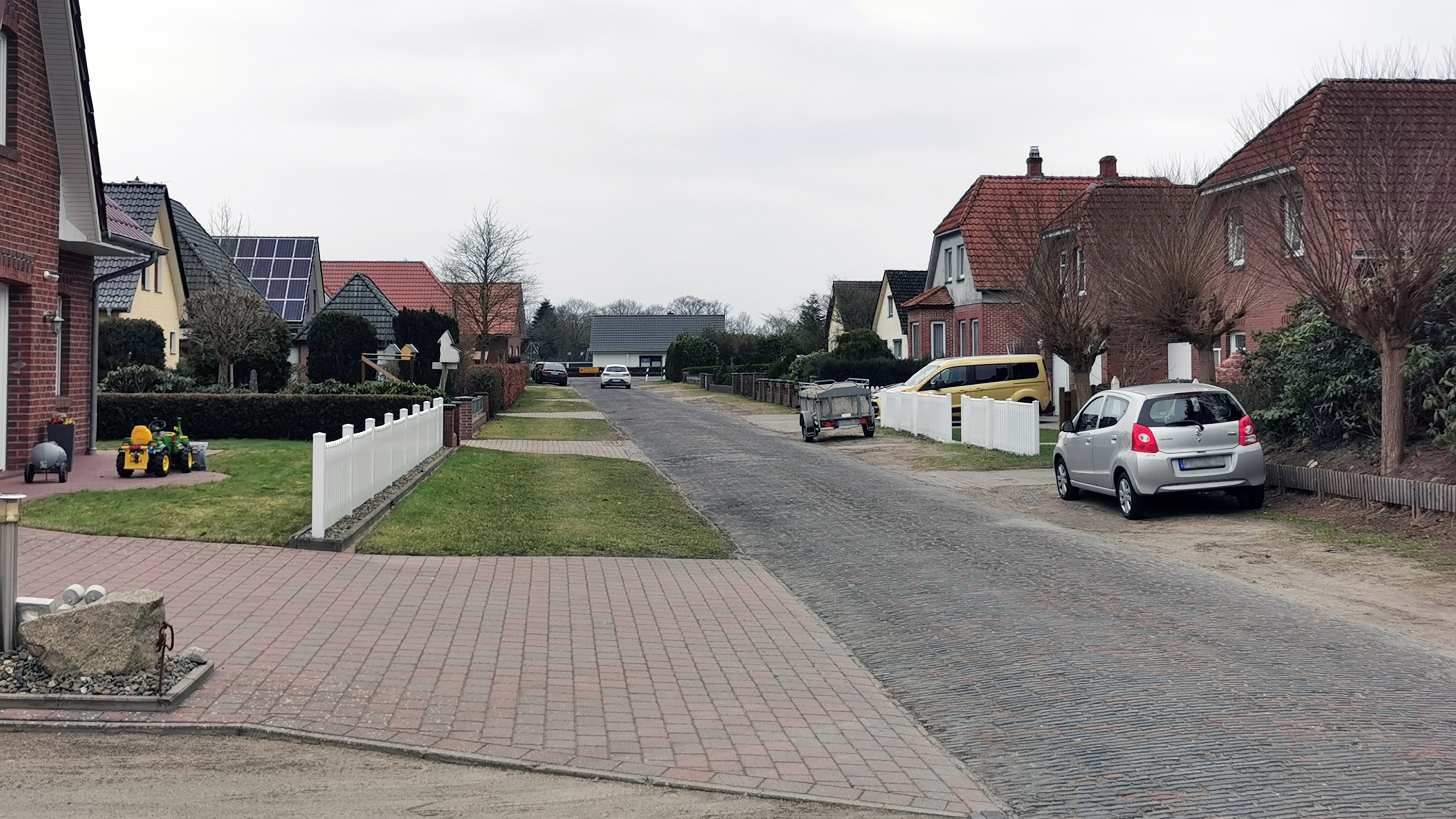
Wohnbebauung in der Hoheluchter Straße

Neuenwege ist ein Stadtteil von Varel im Landkreis Friesland in Niedersachsen.

## Lage
Neuenwege liegt im Süden von Varel an der Kreuzung der Kreisstraße 340 von Varel nach Lehmden und der Kreisstraße 107 von Rosenberg nach Hohelucht. Im Nordwesten von Neuenwege befindet sich der Vareler Stadtteil Obenstrohe, im Nordosten der Stadtteil Büppel. Im Osten liegt der Vareler Stadtteil Neudorf, im Südwesten der Stadtteil Rosenberg und im Westen, durch ein Waldgebiet mit dem Waldsee getrennt, liegt der Stadtteil Altjührden.

## Geschichte
Der Ort Neuenwege verdankt seine Entstehung dem Bau eines Dammes, der ab 1650 von Büppel über die Wapel nach Heubült führte. Der „Neue Weg“ war die erste Durchquerung des großen Moorgebiets westlich von Streek und Jethausen und nördlich der Wapel. 1692 wurde das erste Haus in Neuenwege gebaut, um 1750 wurden schon elf Häuser gezählt, darunter ein Dorfkrug. Die Bewohner lebten vom Moor. 1822 hatte sich die Anzahl der Häuser nicht verändert, die Bevölkerung wurde mit rund hundert Menschen gezählt. Das 200-jährige Jubiläum der Ortsgründung feierten die Neuenweger im Jahr 1953.

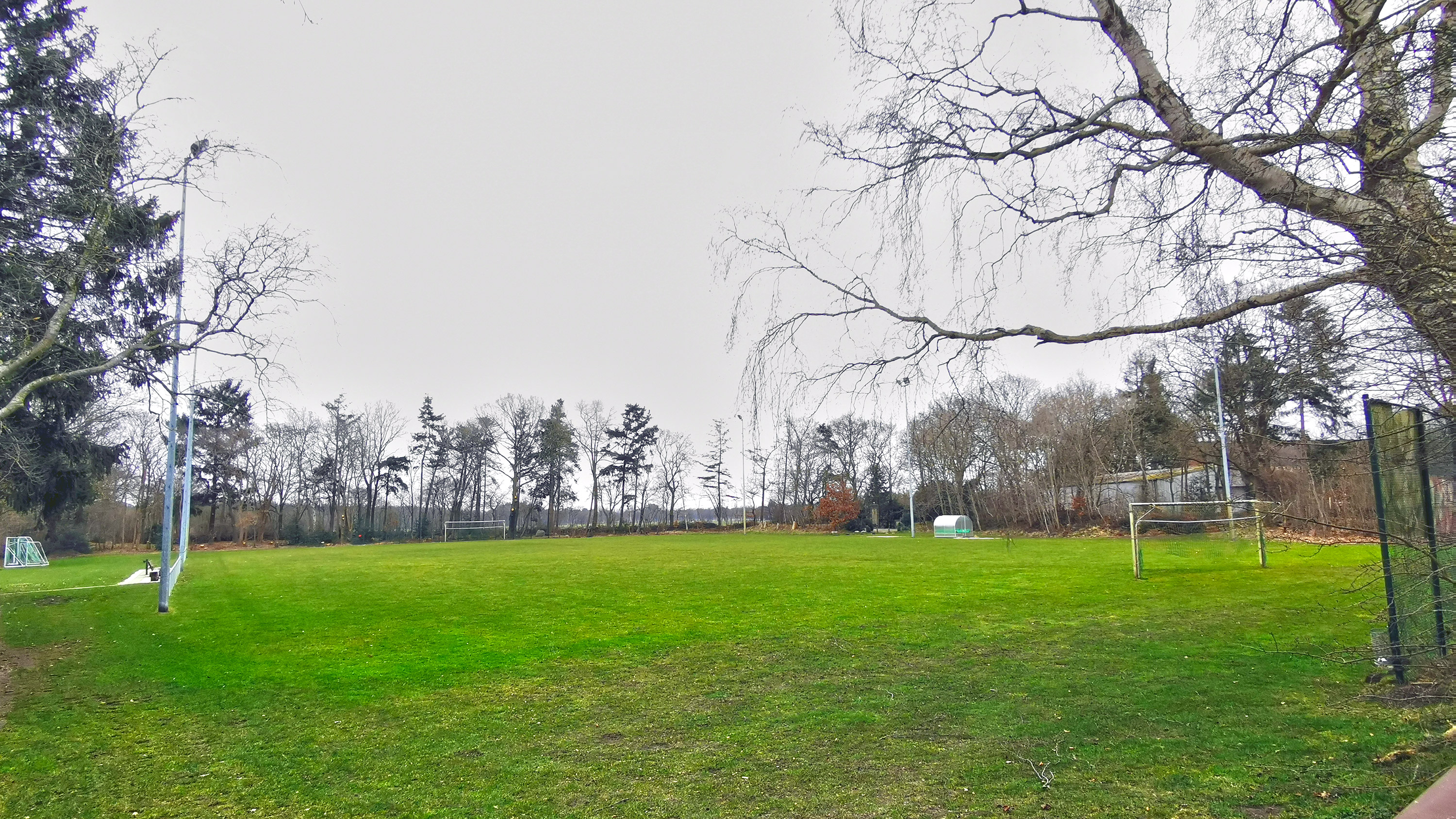
Sportplatz in der Hoheluchter Straße

Neuenwege war bis zum 30. Juni 1972 Teil der Gemeinde Varel-Land.

## Verkehr
Der Öffentliche Personennahverkehr in Neuenwege wird durch zwei Buslinien der Bruns Omnibusverkehr GmbH gewährleistet. Die Buslinie 258 verkehrt von Büppel – Neuenwege – Neudorf – Streek – und zurück, die Buslinie 262 fährt von Varel – Büppel – Rosenberg – Neuenwege – und zurück.